# HIP 61404
HIP 61404 ist ein Stern im Sternbild Fliege in einer Entfernung von 1098 Lichtjahren (336 Parsec). Er wird als Roter Riese klassifiziert und gehört zu den variablen Sternen.

## Eigenschaften
HIP 61404 ist ein Stern der Spektralklasse M6II. HIP 61404 ist mit bloßem Auge sichtbar, da er eine sichtbare Größe von 6,11 m hat.